# Klaus Heidenreich

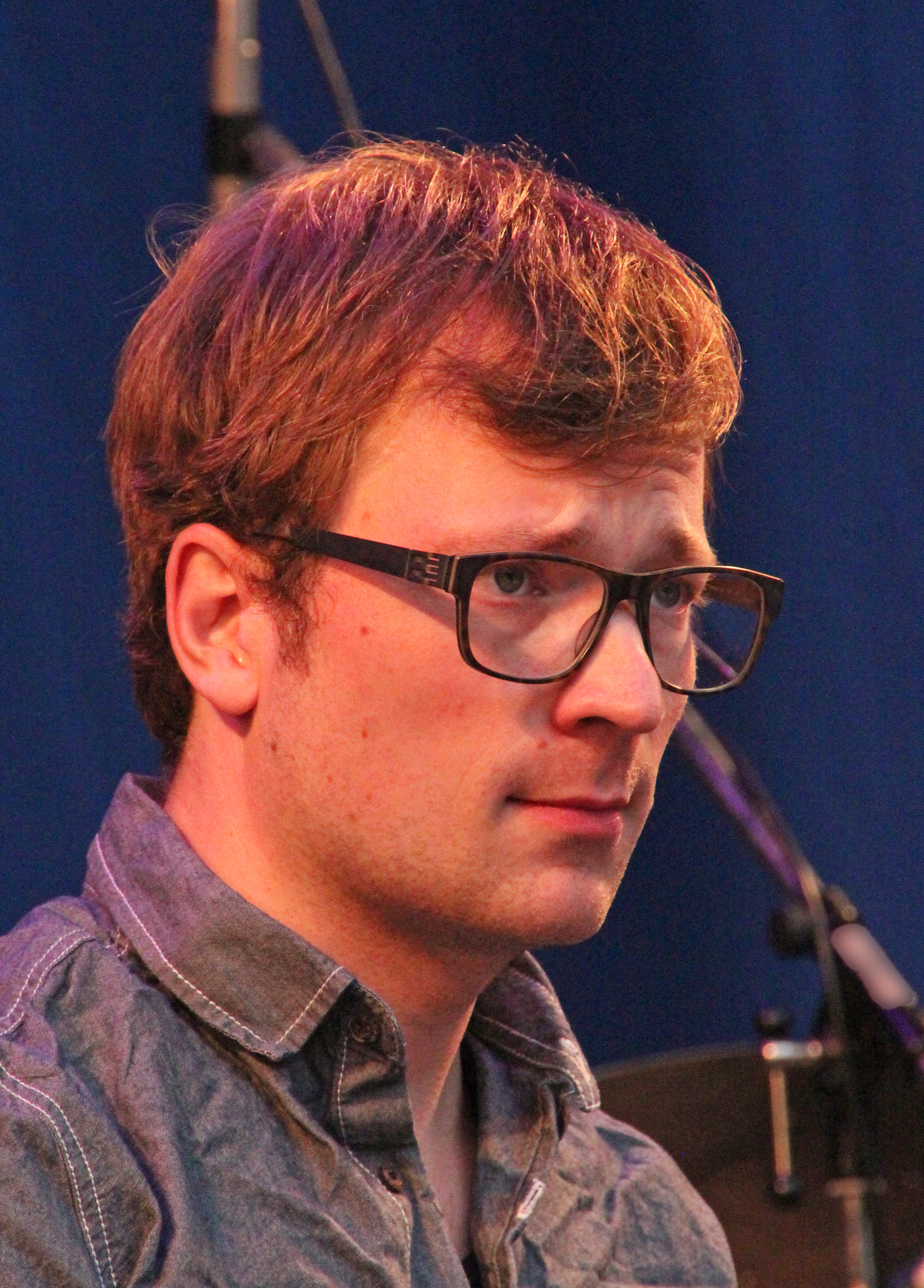
Klaus Heidenreich 2017 bei Jazz im Palmengarten in Frankfurt

Klaus Heidenreich (* 3. August 1984 in Hannover) ist ein deutscher Jazzposaunist, der seit 2008 Mitglied der NDR Bigband ist. Seine Frau Anne-Christine Heinrich ist ebenfalls Jazzmusikerin, seine Schwägerin Eva-Maria Heinrich ist Kommunikationsdesignerin und Professorin.

## Leben und Wirken
Heidenreich hatte seit 1995 Posaunenunterricht in Celle und war während der Schulzeit mehrfach Preisträger bei „Jugend musiziert“ und „Jugend jazzt“. Von 2002 bis 2006 gehörte er zum Bujazzo und erhielt als Jungstudent in Hannover Unterricht bei Nils Wogram. Er studiert zwischen 2005 und 2010 Jazzposaune an der Hochschule für Musik Köln bei Henning Berg. Mit weiteren Musikern der Kölner Jazzszene gründete er die Jazzband Hornstrom, mit dem er 2007 den Wettbewerb New Generation in Straubing gewann. Seit 2009 tritt er mit dem Klaus Heidenreich Quartett auf, dem Sebastian Sternal, Robert Landfermann und Jonas Burgwinkel angehören. Auch gehört er zu Oliver Leichts [Acht]. 2013 ging er mit dem Oktett Big Jazz Thing auf Tournee. 
Zwischen 2012 und 2022 war er zudem Lehrbeauftragter für Posaune an der Hochschule für Musik, Theater und Medien Hannover.

## Diskographische Hinweise
- Hornstrom Endlich sinnfrei (Konnex, 2008), mit Tobias Wember, Markus Braun, Silvio Morger
- Travel Notes (Double Moon, 2011), mit Sebastian Sternal, Robert Landfermann, Jonas Burgwinkel
- Man on Wire (Unit Records, 2013), mit Sebastian Sternal, Robert Landfermann, Jonas Burgwinkel
- Perceptions (Unit Records, 2015), Klaus Heidenreich Quartett & NDR Bigband
- Hornstrom Dark (Double Moon, 2017), mit Tobias Wember, Markus Braun, Silvio Morger
- Spaces (Klaeng Records, 2020), mit Sebastian Sternal, Robert Landfermann, Jonas Burgwinkel